# Cover Model
Cover Model è un singolo della cantante pop italiana Sabrina Salerno.
Il singolo, pubblicato nel 1992 e prodotto da DJ Mori, non è contenuto in alcun album della cantante.

## Tracce e formati
CD Single
1. "Cover Model" (Piano Mix)
2. "Cover Model" (Extended Mix)
3. "Cover Model" (Bass Mix)
4. "Cover Model" (Radio Edit)

7" Single
1. "Cover Model" (Radio Edit)
2. "Cover Model" (Extended Mix)

12" Single
1. "Cover Model" (Extended Mix)
2. "Cover Model" (Piano Mix)
3. "Cover Model" (Bass Mix)
4. "Cover Model" (Radio Edit)